# Helga Trösken
Helga Trösken (* 7. April 1942 in Frankfurt am Main; † 1. September 2019 ebenda) war eine evangelische Pastorin und Theologin. Sie wurde 1987 als Nachfolgerin von Dieter Trautwein zur Pröpstin der Evangelischen Kirche in Hessen und Nassau (EKHN) gewählt. Damit war sie die erste Frau in einem bischöflichen Amt in Deutschland. Von 1988 bis 2006 war sie Mitglied des Leitenden Geistlichen Amtes der Evangelischen Kirche in Hessen und Nassau, zunächst als Pröpstin von Frankfurt, nach der Zusammenlegung der Propsteien Frankfurt und Nord-Starkenburg ab 2000 als Pröpstin für Rhein-Main.

## Leben und Wirken

### Kindheit, Ausbildung, Familie
Helga Trösken verbrachte ihre Jugend in einer Familie, die der Kirche nicht nahe stand. Die meisten ihrer Familienmitglieder waren in naturwissenschaftlichen Berufen tätig. Nach dem Abitur an der Herderschule Frankfurt am Main begann sie 1962, Theologie zu studieren. Ihre Studienorte waren Frankfurt am Main, Berlin, Heidelberg und Mainz. Ein Amt als Gemeindepfarrerin, das sie später annahm, konnte sie sich zu Beginn ihres Studiums noch nicht vorstellen. Auch, weil Pfarrerinnen – im Gegensatz zu Pfarrern – zu dieser Zeit noch nicht heiraten durften. 1967 schloss sie ihr Studium ab. Nach dem Vikariat im hessischen Dillenburg arbeitete sie am Ökumenischen Institut Bossey sowie im ökumenischen Rat der Kirchen in Genf. Von 1970 bis 1988 arbeitete sie als Pfarrerin der Johannesgemeinde im südhessischen Langen. Von 1977 bis 1986 war sie Vorsitzende des Pfarrerausschusses. 1997 wurde sie in die Synode der Evangelischen Kirche in Deutschland gewählt.

### Wahl zur Pröpstin
Am 30. November 1987 wurde Trösken zur ersten Frankfurter Pröpstin berufen. Damit war sie zuständig für 350.000 evangelische Christinnen und Christen in Frankfurt am Main. 1993 und 1999 wurde sie für weitere Amtszeiten gewählt. Helga Trösken blieb Pröpstin, bis sie 2006 in den Ruhestand ging.

### Engagement für Frauen in der Kirche
Als Trösken 1962 mit dem Theologiestudium begann, war es ihr unwichtig, ob es Pfarrerinnen gab. Sie interessierte sich in erster Linie für die Theologie als solche. Doch ihr Engagement für Frauen in der Kirche wuchs schnell. Bereits bevor die EKHN 1971 Frauen und Männer im Pfarramt gleichstellte, war Trösken Pfarrerin in Langen. In einem Interview sagte Helga Trösken, sie sei „die einzige Pfarrerin weit und breit“ gewesen. Frauen in kirchlichen Ämtern habe es an weiblichen Vorbildern gefehlt. Sie berief fortan Treffen von Pfarrerinnen ein, die als Vorbild des ersten Pfarrerinnentages im Jahr 1982 gelten. Tröskens gesamte Dienstzeit war geprägt vom Einsatz für die tatsächliche Gleichstellung von Männern und Frauen in der Kirche. Unter anderem unterstützte sie das Projekt einer Bibel-Übersetzung in gerechter Sprache. Dass Frauen in wichtigen kirchlichen Ämtern keine Einzelkämpferinnen mehr seien, freute sie. Gleichzeitig kritisierte sie, dass männliche Netzwerke in der Kirche immer noch funktionierten und junge Pfarrerinnen im Einstellungsgespräch noch immer nach ihrer Familienplanung gefragt würden.

### Widerstände gegen Frauen in kirchlichen Ämtern
Seit ihrer Zeit als Pfarrerin in Langen hatte Trösken mit Vorbehalten zu kämpfen. Evangelikal-patriarchale Kräfte in der Kirche hatten ihrer Beobachtung nach große Schwierigkeiten mit der veränderten Rolle von Frauen in der Kirche. Auch in der Bevölkerung gab es kritische Stimmen: „Ich kam auf den Friedhof, und dann ging das Getuschel los“, erinnert sich Trösken an die erste Beerdigung, die sie als Pfarrerin in Langen leitete. Unter anderem wurde ihr hinterher gerufen: „Das Weib schweige in der Gemeinde.“ Später hielt es ein Brautpaar zunächst für eine Unverschämtheit, dass es vor einer Frau den Bund der Ehe eingehen sollte. Fortan ging es oft um Kleiderfragen. Trösken fand in ihrem Briefkasten schwarze Strümpfe vor, die ein Unbekannter eingeworfen hatte. Schwierigkeiten hatte sie auch, die ersten Pfarrerinnen-Treffen einzuberufen. Einzelne Männer in der Kirche hätten versucht, die Treffen zu verhindern und ihr keine Adressen ihrer Kolleginnen ausgehändigt. Auch nach ihrer Wahl zur Pröpstin habe es noch Vorbehalte gegeben. Kritik gab es etwa daran, dass Trösken spezielle Fortbildungen für Kirchenvorsteherinnen anbot. Die Abteilung Öffentlichkeitsarbeit der EKHN habe sie nicht ausreichend unterstützt, beklagte sie.

### Politische Positionen als Pröpstin
Bereits in ihrer ersten Predigt als Pröpstin mahnte Trösken die Einmischung der Kirche in politische Fragen an. Im Jahr 1997 bezog sie eine klare Position zur Ausstellung Verbrechen der Wehrmacht, die 1997 in Frankfurt am Main Station machte. Sie forderte die Gemeinden zum Besuch der Ausstellung auf. Gleichzeitig forderte sie von den Gemeinden, sich ihrer Vergangenheit in der Zeit des Nationalsozialismus zu stellen. Zudem sprach sie sich gegen die Aufnahme von Frauen in die Bundeswehr auf und pflegte Partnerschaften zu Gemeinden in Südkorea. In ihren Predigten thematisierte sie politische Fragen wie Arbeitslosigkeit, Sozialabbau, multikulturelle Gesellschaft und den Umgang der Stadt mit Obdachlosen. Gemeinsam mit dem katholischen Stadtdekan Raban Tilmann setzte sie sich gegen die Ladenöffnung an Sonntagen ein. Engagiert war Trösken zudem in der Friedensbewegung und der Beratung von Kriegsdienstverweigerern, was auch mit ihren eigenen Erfahrungen aus der Zeit des Zweiten Weltkriegs und den folgenden Jahren zu tun hatte. Den früheren US-Präsidenten George W. Bush kritisierte sie scharf wegen seines Ausdrucks „Achse des Bösen“.

### Verhältnis zu 1968
Trösken bezeichnete sich selbst als 68erin, obwohl sie ihr Studium schon 1967 abgeschlossen hatte. In ihrem Theologiestudium in Mainz setzte sie gemeinsam mit Kommilitoninnen und Kommilitonen Änderungen in der Prüfungsordnung und bei der Zusammensetzung des Prüfungsamtes durch. Später gründete sie gemeinsam mit Mitstreiterinnen und Mitstreitern die Offene Kirche, eine Gruppe zur Demokratisierung der Kirchensynode. Dort wurden Resolutionen verabschiedet – etwa für ein Ende des Vietnamkrieges oder für eine Zulassung von Pfarrerinnen und Pfarrern, die der Deutschen Kommunistischen Partei angehörten. Von 1968 nahm Trösken das Leitwort mit: „Zur Freiheit hat uns Christus befreit. So steht nun fest und lasst euch nicht wieder unter das Joch irgendeiner Knechtschaft fesseln.“ (Gal 5,1). Später protestierte sie gegen den Bau der Startbahn West am Flughafen Frankfurt Main.

### Verhältnis zu Martin Niemöller
Als ihr Vorbild bezeichnete Trösken Martin Niemöller, den ersten Präsidenten der EKHN, dessen Predigten sie geprägt haben. Vier Jahre lang besuchte sie an jedem ersten Sonntag im Monat die Katharinenkirche in Frankfurt, um Niemöller predigen zu hören.

### Haltung zu kirchlichen Fragen
Eine Zusammenlegung von Gemeinden in Frankfurt unterstützte sie nur, wenn diese nicht alleine aus wirtschaftlichen Gründen erfolgen sollte, sondern beide Gemeinden davon profitierten. Trösken unterstützte mehrere homosexuelle Pfarrerinnen und Pfarrer. 2008, also zwei Jahre nach Ende ihrer Amtszeit als Pröpstin, wandte sie sich gegen die Einführung des Bischofsamtes in der EKHN, was zu einem Konflikt mit der Kirchenleitung führte. Auseinandersetzungen führte sie auch mit der katholischen Kirche. Insbesondere ging es dabei um die Rolle des Papstes. „Wir brauchen keinen Papst! Die Bibel allein genügt, um universal glauben, denken und handeln zu können.“.

### Kontroverse mit Gunther von Hagens
Anlässlich der vom Anatom Gunther von Hagens organisierten Ausstellung Körperwelten in Frankfurt am Main (16. Januar bis 13. Juni 2004) kam es zu einer Kontroverse zwischen Trösken und von Hagens. Trösken lehnte die Schau als unmoralisch ab. Die Ausstellung diene nicht der Wissenschaft, sondern fördere die Tabuisierung des Todes, indem sie den Besuchern vorgaukele, der Tod sei nichts Dramatisches, sondern etwas Schönes.

### Haltung zu aktuellen frauenpolitischen Fragen
Bereits 1997 monierte Trösken, jungen Pfarrerinnen fehle es an „politischer Power“. Sie beklagte „einen Rückzug auf das eigene Kuschel-Ego“. In der Frauenpolitik der 2000er Jahre sah Trösken Rückschritte. Die Wahl Angela Merkels zur Bundeskanzlerin bezeichnete sie in einem Interview als „Eintagsfliege.“ In den Riegen der DAX-Vorstände gebe es kaum Frauen, und auch in ihrem persönlichen Umfeld sei vielen die Frage der Gleichberechtigung von Männern und Frauen weitgehend egal: „Ich finde es sehr schade, dass die jungen Frauen heute nicht sehr viel lauter aufstehen und für ihre Rechte kämpfen“, sagte sie anlässlich des Internationalen Frauentages 2017.